# West Haven (Vermont)
Pour les articles homonymes, voir West Haven.
West Haven est une ville américaine située dans le Comté de Rutland, dans le Vermont. Selon le recensement de 2020, sa population est de 239 habitants.